# Anisopodesthes zikani
Anisopodesthes zikani är en skalbaggsart som beskrevs av Julius Melzer 1931. Anisopodesthes zikani ingår i familjen långhorningar. Inga underarter finns listade.